# Danaus erippus
Espèce
Danaus erippus est une espèce de lépidoptères (papillons) sud-américains de la famille des Nymphalidae et de la sous-famille des Danainae.

## Description
L'imago de Danaus erippus est un grand papillon dont l'apparence rappelle celle de Danaus plexippus.
Les ailes ont une couleur de fond orange et sont veinées de brun et bordées de noir, et cette bordure contient deux séries de points blancs. Les ailes antérieures ont le bord externe concave.

## Biologie
Danaus erippus est migrateur[réf. souhaitée].

### Plantes hôtes
Les plantes hôtes de la chenille sont des Asclepiadaceae et des Apocynaceae, notamment Asclepias curassavica, Araujia sericifera, Araujia hortorum, Morrenia odorata et Oxypetalum coeruleum.
Les Asclepiadaceae produisent un latex contenant des substances toxiques qui s'accumulent dans les chenilles, ce qui rend la chenille et le futur papillon toxiques pour les prédateurs[réf. souhaitée].

## Distribution
Danaus erippus est originaire d'Amérique du Sud, où il est présent dans le Sud du Pérou et du Brésil, en Bolivie, au Chili, en Argentine, en Uruguay et au Paraguay.

## Systématique
L'espèce actuellement appelée Danaus erippus a été décrite par Pieter Cramer en 1775 sous le nom initial de Papilio erippus.
Synonymes : 
- Limnas plexippe Hübner, [1812]
- Anosia menippe Hübner, 1816
- Anosia erippe Hübner, 1816

## Nom vernaculaire
Danaus erippus se nomme southern monarch en anglais.